# 納爾瓦戰役 (1700年)
纳尔瓦之役（俄語：Битва на Нарве）发生于1700年11月30日，俄羅斯帝國入侵瑞典領土。最終瑞典国王卡爾十二世以一流的战术大败沙皇彼得大帝的大军。這場戰役是大北方战争的開端。
11月30日，37,000名俄军包围了仅由8,140名瑞典军（由卡尔十二世率领）防守的纳尔瓦，但中午，查理十二世的瑞典军与援兵突袭俄军，轻易地把慌张的俄军打败，加上俄军指挥多是外地人，使很多军团都不能合作，所以战役后，俄军失去了足足15,000人，而瑞典则只有667人阵亡。